# Paolo Mosconi
Paolo Mosconi (* 13. September 1914 in Santa Giuletta, Provinz Pavia, Italien; † 14. Dezember 1981) war ein  Diplomat des Heiligen Stuhls.

## Leben
Paolo Mosconi empfing am 2. April 1938 die Priesterweihe und ging in den vatikanischen diplomatischen Dienst. 1967 ernannte ihn Papst Paul VI. zum Titularerzbischof von Leges sowie zum Pro-Nuntius in Madagaskar. Die Bischofsweihe spendete ihm am 10. Dezember 1967 Kardinalstaatssekretär Amleto Giovanni Cicognani; Mitkonsekratoren waren Kurienerzbischof Agostino Casaroli, und der Bischof von Tortona, Francesco Rossi. 1969 wurde er für die römische Kurie tätig. 1970 wurde er zum Pro-Nuntius im Irak bestellt. Bereits 1971 nahm Papst Paul VI. Mosconis aus Gesundheitsgründen vorgebrachtes Rücktrittsgesuch vom Amt des Pro-Nuntius im Irak an.